# امتیاز علیخان عرشی
امتیاز علیخان عرشی (۸ دسامبر ۱۹۰۵ – ۲۵ فوریه ۱۹۸۱/ ۱۲۸۳–۱۳۶۰ش/ ۱۳۲۲–۱۴۰۱ق)، عالمی هندی، اهل رامپور در بخش شیعه‌نشین هندوستان و رئیس کتابخانه رضا در این شهر، که شهرت وی در جهان اسلام و خاصه نزد شیعیان، به خاطر اقدام مهم و اثرگذار وی در مستندسازی نهج البلاغه است.
برپایۀ منابع فارسی در بارهٔ زندگی او زیاد نمی‌دانیم؛ جز آن که تحصیلاتی در علوم نوین و هم علوم حوزوی کهن داشته، و احتمالاً از تحصیل کردگان در نجف است. این که وی ظاهراً در سال ۱۹۰۴م، یعنی ۱۲۸۳ش و ۱۳۲۳ق به دنیا آمده‌است با این گزارش تأیید می‌شود که در سال ۱۹۶۵م، جشنی به مناسبت شصتمین سالگرد تولد او گرفته، و اثری به یادبود شصتمین زادروز او منتشر کرده‌اند. وی حد اقل به چهار زبان اردو، عربی، فارسی و انگلیسی مسلط بوده، و اثر مشهور خود استناد نهج البلاغه را بار به زبان انگلیسی تألیف نموده‌است. این اثر، البته بعدها به عربی و فارسی نیز ترجمه می‌شود.
در ویکی‌پدیای اردو دربارۀ او آمده است که «امتیاز علی عرشی در 8 دسامبر 1904 در رامپور به دنیا آمد. اجداد او از سران قبایل حاجی خلیل (سوات) بودند. هنگامی که آنها به هند مهاجرت کردند، مناطق اطراف رامپور را اشغال کردند که بعداً به نواب فیض الله خان واگذار شد. پدر مولانا ارشد یک پزشک دامپزشکی بود که مسئول بیمارستان دولتی رامپور بود».
نیز، آمده است «امتیاز علی عرشی در سال 1933 با هاجره بیگم ازدواج کرد. هفت پسر و دو دختر از آنها به دنیا آمد. امتیاز یک سال و شش ماهه بود که مادرش فوت کرد و او توسط نامادری اش بزرگ شد. امتیازعلی خان عرشی تحصیلات خود را از پنج سالگی آغاز کرد که تا سال 1924 ادامه یافت. پس از تحصیل به مشاغل مختلف پرداخت و سرانجام بازنشسته شد و با کتابخانه رضا، مؤسسه ای بزرگ در رامپور که هنوز مجموعه ای از کتاب های کمیاب و کمیاب در آن موجود است، ارتباط برقرار کرد. خود او با این مجموعه بالید. رشته اصلی او ادبیات عرب بود، اما دستاوردهای او در اردو نیز بسیار مهم است. عرشی در 25 فوریه 1981 در سن 76 سال و 2 ماه و 17 روز در رامپور درگذشت».
در ویکی‌پدیای انگلیسی آمده است که وی بیش‌تر به عنوان صاحب نظر در آثار شاعری به نام میرزا غالب شناخته می‌شود و حتی در سال 1961م/ 1340ش برای تصحیح دیوان او جایزه‌ای هم گرفته است. محقق اردو گوپی چند نارنگ از تصحیح وی هم‌چون جامع ترین تلاش اولیه برای انتشار غزلیات غالب به روش زمانی یاد می کند؛ زیرا این شیوه امکان مطالعۀ تحول در مضامین و فنون شاعر را فراهم می کند؛ گرچه البته گاه عرشی مرتکب اشتباهاتی نیز در گاه‌شماری شده است. به گزارش نارنگ، تصحیح عرشی منبع اصلی مطالعه آثار غالب بود تا اینکه این کار با تصحیح کاملتر و درست‌تر از نظر زمانی توسط کالیداس گوپتا رضا در سال 1995 منتشر شد.

وانگهی، این‌ها وجه بارز شخصیت علمی امتیازعلی‌خان عرشی در جهان اسلام نیست. در سخن از اثر علمی وی، باید نخست به پیشینهٔ پژوهش‌ها در بارهٔ نهج البلاغه اشاره کرد. از قدیم‌الایام، برخی عالمان اهل سنت، گرد آوری انتساب این اثر به سید رضی را مورد تردید قرار داده بودند و جز آن، بسیاری نیز در این که اساساً سخنان گردآوری شده، از گفتارهای علی بن ابی طالب باشد، تردید می‌ورزیدند. تردیدها در دوران معاصر، در حدود دههٔ ۱۳۳۰ش به اوج خود رسید و برخی ادیبان برجستهٔ مصری همچون احمد امین و...، با نقد متن اثر، کوشیدند شواهدی ارائه کنند که نشان می‌داد حداقل برخی بخش‌های آن، مجعولاتی متعلق به قرن‌ها بعد از دوران علی بن ابی‌طالب است.
از جملهٔ آثار مهمی که توسط شیعیان برای دفاع از اصالت نهج البلاغه تألیف شد، یکی همین کتاب استناد نهج البلاغه، تألیف امتیاز علیخان عرشی است. وی در این اثر می‌کوشد نهج البلاغه را مستند کند؛ به عبارت بهتر، گفتارهایی را که سید رضی ضمن نهج البلاغه ذکر کرده، و مأخذ خود را هم بیان نداشته‌است، با پیدا کردن مآخذ کهنی که سید رضی مورد استفاده قرار داده‌است، مستند کند.
پیش از وی، میرزا حبیب‌الله خویی در شرح خویش بر نهج البلاغه با عنوان منهاج البراعه، برای مستندسازی نهج البلاغه کوشش کرده بود. عالمان دیگری نیز همچون هبة الدین شهرستانی، هادی آل کاشف الغطاء و... کارهایی کرده بودند، اما علمی‌ترین و جدی‌ترین کوشش، توسط امتیاز علیخان پی گرفته شد. وی به سبب آشنایی با دانش‌های عصر مدرن، اقدامی علمی تر از بقیه صورت داد و به سبب ریاست بر کتابخانه‌ای بزرگ، مآخذ خوبی نیز در اختیار داشت.
امتیاز علیخان عرشی توانست از مجموع گفتارهای منسوب به علی بن ابی‌طالب در نهج البلاغه، ۱۰۶ خطبه، ۳۷ نامه و ۷۹ کلمهٔ قصار را مستند کند. وی نخست این اثر را همچون مقاله‌ای ضمن مجلهٔ ایندیان کالچر منتشر کرد و بعد، آن را مستقل نیز با افزودنی‌هایی به چاپ رساند. این اثر توسط هم شهری خودش عامر انصاری به عربی، و توسط مرتضی آیت‌الله زادهٔ شیرازی با نام استناد نهج البلاغه از عربی به فارسی ترجمه شد. ترجمهٔ فارسی این اثر در کتابخانهٔ دیجیتال حوزهٔ علمیهٔ قائمیهٔ اصفهان قابل دسترسی است.